# Gennaro Ruotolo
Pour les articles homonymes, voir Ruotolo.
Gennaro Ruotolo (né le 20 mars 1967 à Santa Maria a Vico, dans la province de Caserte, en Campanie) est un footballeur international italien, évoluant au poste de milieu de terrain, reconverti en entraîneur.

## Biographie

### Carrière de joueur
Gennaro Ruotolo commence sa carrière avec le Sorrente Calcio en Serie C2 en 1984. Il joue peu mais participe à la montée du club en Serie C1, obtenant pour la saison 1985-86 une place de titulaire en milieu de terrain. Repéré par l'AC Arezzo, il est vendu pour la saison 1986-86 au club toscan après 42 matchs sans buts avec le Sorrente Calcio. Il dispute alors deux saisons en titulaire dans l'antichambre de l'élite, obtenant une 11e place puis une 20e, synonyme de relégation pour le club (36 matchs et 2 buts la première saison, 34 matchs et 0 buts la deuxième).
Recherché par plusieurs clubs, il signe finalement pour le Genoa, en Serie B, lors de la saison 1988-89. Gennaro Ruotolo va devenir un symbole de l'équipe portuaire avec laquelle il passera pas moins de 14 saisons (6 en Serie A, 8 en Serie B). Il obtient dès sa première année une remontée directe en remportant le championnat de Serie B et participera activement à la campagne européennes du Genoa de la saison 1991-92 qui culmine, après avoir éliminé les Reds de Liverpool, par une demi-finale de Coupe de l'UEFA perdue contre l'Ajax Amsterdam (2-3, 1-1). 
Après six saisons consécutives en Serie A pour Gennaro Ruotolo, l'équipe est reléguée au terme de la saison 1994-95, mais Ruotolo ne quitte pas le bateau à la dérive. Il jouera encore 7 saisons à l'étage inférieur avec son club d'adoption dont il est le capitaine indétrônable. Après 444 matchs et 35 buts, ce qui fait de lui le joueur le plus capé de toute l'histoire du club centenaire, il rejoint en 2002 le nouveau club d'Aldo Spinelli qui présidait le Genoa lorsque Ruotolo y a débuté, le Livorno en Serie B. Malgré son expérience, Ruotolo n'est pas incontestable. 
Après 31 matchs et 1 but avec le Livorno, il fait un petit détour chez les saoudiens du Al Ittihad avec lequel il ne joue que 10 matchs. Il revient alors au Livorno pour la saison 2003-04, et redevenu titulaire (41 matchs, 3 buts), il participe activement au retour du club dans l'élite après 55 ans d'absence. Ruotolo retrouve lui aussi la Serie A après 10 années de purgatoire. Toutefois, pour la saison 2004-05, à 37 ans, il laisse souvent la place aux jeunes, participant tout de même, souvent en remplacement à 21 matchs. La situation est analogue la saison suivante, où il n'est que remplaçant, jouant aussi 21 matchs. 
A presque 40 ans, au crépuscule de sa carrière, Ruotolo retourne pour la saison 2006-07 au club de ses débuts le Sorrente Calcio, en Serie C2 et, comme lors de sa première saison professionnelle, il obtient la montée en Serie C1. Après avoir joué un peu dans un club amateur proche de Sorrente, le Massa Lombarda, il raccroche les crampons à 41 ans.
Il aura porté une fois le maillot de l'équipe nationale en juin 1991, lors d'une demi-finale de Scania Cup contre le Danemark (victoire 0-2 à Malmö).

### Carrière d'entraîneur
Dès l'été 2008, Ruotolo retourne au Livorno, en Serie B en qualité d'entraîneur-adjoint. Le 23 mai 2009, à deux matchs de la fin du championnat, et l'équipe en péril après avoir longtemps mené la danse, il remplace Leonardo Acori à la tête de l'équipe. Celle-ci réussit à sauver sa place en play-off en terminant troisième. Après une victoire en demi-finale contre le Grosseto (0-2, 4-1), l'équipe toscane bat les lombards de Brescia en finale (2-2, 3-0) et savoure sa remontée immédiate dans l'élite. Ce succès lui permet d'obtenir sa confirmation pour la saison suivante à la tête de l'équipe. Toutefois, n'ayant pas le diplôme d'entraîneur et n'ayant pas réussi à obtenir une dérogation, il est flanqué de Vittorio Russo, qui était alors l'entraîneur-adjoint de Walter Mazzarri à la Sampdoria. 
Malheureusement pour Ruotolo, le début de saison sera catastrophique : il ne glane que 3 points en 8 matchs, 3 nuls et 5 défaites. Il est remplacé par Serse Cosmi. Il est toutefois rappelé au début d'avril, à six matchs de la fin du championnat pour tenter un exploit car l'équipe est dernière, à 8 points de la zone de maintien. L'équipe termine finalement 20e et dernière et se voit relégué en Serie B.
Le 4 juin, et en accord avec la direction du Livorno, il signe au Savona Calcio, frais promu en 4e division italienne.

## Palmarès

### De joueur
- Champion d'Arabie saoudite en 2003 avec Al Ittihad
- Champion de Serie B en 1989 avec le Genoa CFC
- Champion de Serie C2 en 2007 le Sorrente Calcio
- Vainqueur de la Coupe anglo-italienne en 1996 avec le Genoa CFC
- Record de présences avec le maillot du Genoa CFC (444 matchs)

### D'entraîneur
- Promotion en Serie A en 2009 avec l'AS Livourne